# Sciapus sibiricus
Sciapus sibiricus är en tvåvingeart som beskrevs av Negrobov och Igor Shamshev 1986. Sciapus sibiricus ingår i släktet Sciapus och familjen styltflugor. Inga underarter finns listade i Catalogue of Life.